# Suono
Suono (italienisch ‚Klang‘) ist eine Techno- und Elektrogruppe aus Ludwigsburg, bestehend aus den Band-Mitgliedern Ron Giunco (electRon) und Bela Burow (dB).

## Geschichte
Die anfangs nur als Projekt angedachte Band wurde im Jahr 2006 von Ron Giunco ins Leben gerufen. Damals noch bekannt unter dem Namen Rumoroso Suono (ital.: ‚Lärmender Klang‘) wurde die Band allerdings ziemlich schnell in Suono umbenannt, da dieser Name eingängiger war.
Nachdem einige Songs durch DJs im Raum Stuttgart bekannter wurden, stieß Bela Burow 2008 zu der Band hinzu.
Nach einigen kleineren Auftritten mit bekannteren Bands wie Eisbrecher oder FabrikC schaffte es die Band, den Zillo Nachwuchskontest „Super Schwarzes Mannheim sucht den schwarzen Superstar“ am 1. August 2009 zu gewinnen und sicherte sich so die ersten Berichte in mehreren Magazinen (Zillo, DarkSpy, Sonic Seducer), sowie weiteren Auftritten, unter anderem mit SITD, Soman, Faderhead, Phosgore und 100blumen.
Am 27. November 2010 veröffentlichten sie ihr Debütalbum MyStyle.
Der bislang größte Auftritt der Band war am 27. März 2010 auf dem 33. DarkDanceTreffen zusammen mit Suicide Commando und Winterkälte.
Das zweite Konzeptalbum DarkStyle wurde am 12. März 2011 unter dem eigenen Label Future Fame veröffentlicht.

## Diskografie
- 2009: My Style (Future Fame)
- 2010: All United Styles (Future Fame)
- 2011: Dark Style (Future Fame)
- 2011: United Dark Styles (Future Fame)
- 2015: White Invasion (Future Fame)

## Auszeichnungen
- 2009: Sieger des Zillo-Nachwuchskontests

## Nachweise
1. ↑  Archivierte Kopie (Memento des Originals vom 20. Oktober 2010 im Internet Archive)  Info: Der Archivlink wurde automatisch eingesetzt und noch nicht geprüft. Bitte prüfe Original- und Archivlink gemäß Anleitung und entferne dann diesen Hinweis.
2. ↑  http://www.dark-signs-festival.de/suono.htm@1@2Vorlage:Toter+Link/www.dark-signs-festival.de+(Seite+nicht+mehr+abrufbar,+festgestellt+im+Mai+2019.+Suche+in+Webarchiven) Datei:Pictogram+voting+info.svg Info:+Der+Link+wurde+automatisch+als+defekt+markiert.+Bitte+prüfe+den+Link+gemäß+Anleitung+und+entferne+dann+diesen+Hinweis.
3. ↑  http://www.mastersofdarkentertainment.de/bands_suono.php